# Neopelma sulphureiventer
Neopelma sulphureiventer là một loài chim trong họ Pipridae.